# L'execució de Lady Jane Grey
L’execució de Lady Jane Grey és una pintura a l’oli de Paul Delaroche, acabada el 1833, que actualment es pot veure a la National Gallery de Londres. El quadre recrea els moments que precedeixen la mort de lady Jane Grey, proclamada reina d’Anglaterra el 10 de juliol del 1553, i executada el 12 de febrer del 1554.

## Rerefons
Lady Jane Grey va ser la rebesneta d’Enric VII d’Anglaterra. Arran de la prematura mort d’Eduard VI, va ser proclamada reina, donant-li preferència sobre Maria Tudor i Elisabet, filles d’Enric VIII. Quan només feia nou dies de la coronació, Jane va cedir el tron a Maria, que comptava amb el suport del poble anglès. Jane –juntament amb el seu pare i el seu marit, Lord Guilford Dudleny—va ser empresonada a la Torre de Londres acusada d’alta traïció. El febrer de 1554, el pare de Jane –que havia estat alliberat—va ser un dels líders de la rebel·lió de Wyatt. Com a resposta, Maria va ordenar que Jane (de disset anys) i el seu marit fossin decapitats (12 de febrer del 1554). Onze dies més tard, el pare de Jane també va ser executat.

## Context de la composició
El 1833, Delaroche va pintar L’execució de Lady Jane, quan gairebé havien passat 300 anys del fet històric. Per a la composició del quadre, va basar-se en fonts històriques contemporànies. Delaroche havia construït la seva reputació en el Saló de París amb la presentació de grans retrats realistes d’esdeveniments famosos dels segles anteriors. Malgrat que la familiaritat de l’artista amb pintures de narracions històriques, hi ha aspectes del quadre que són considerats poc rigorosos.
La tela mostra el moment en el qual ajuden Jane, que té els ulls embenats, a posar el cap sobre la fusta on l’han de decapitar. Amb la mà oberta, la jove intenta trobar el bloc. S'ha identificat a John Brydges, primer baró de Chandos, com l’home que assisteix Jane—el 1534, Chandos era un dels lloctinents de la Torre de Londres.
Mentre va ser empresonada, Jane va tenir a la seva disposició dones de la cort. En el quadre n’apareixen dues amb expressions de pena per l’execució que s'està a punt de produir.
En la recreació de Delaroche, l’execució té lloc sobre una plataforma de fusta elevada similar a les que es van fer servir durant la Revolució Francesa. En el primer pla de la pintura es pot veure el lateral d’aquesta estructura, cobert amb un tros de roba negra. A la part dreta de la imatge, al fons, s'observen les escales del cadafal i les puntes de dues armes, que indiquen la presència de guàrdies, ja que l’execució, malgrat ser privada, comptava amb l’assistència d’uns quants testimonis i de nombre superior al que es mostra en l’obra.
Delaroche possiblement sabia que la Torre de Londres va ser fundada per Guillem de Normandia, no debades va dibuixar dues columnes normandes amb capitells, una arcada i un gran arc que creen un teló de fons indicatiu de l’antiguitat del lloc.
Resulta difícil desxifrar pel decorat i la llum, si la intenció de l’artista era crear la impressió que l’escena tenia lloc fora o dins d’un edifici. L’arquitectura mostrada a l’obra pot trobar-se tant a l’interior com a l’exterior dels edificis normands.
La foscor de la part superior del quadre suggereix un interior, mentre que la llum del dia que envaeix la figura central suggereix l’oposat. La intensa obscuritat que abasta gran part de l’obra, juga un paper important en el drama que representa l’escena. No només la fosquedat de la secció superior del quadre, si no també el drap que cobreix la plataforma, el vestit de la dama que està d’esquenes, la capa del baró Chandos i les mànigues del botxí. Només tres peces de roba aporten colors càlids a l’escena: el vestit marró de la dama que està asseguda, la pell taronja del coll de la capa del baró i els pantalons color vermell sang de l’executor.
En contrast amb la foscor de l’obra, la pell pàl·lida de Jane, juntament amb el seu cosset i els seus enagos de ras de color blanc, creen un potent focus de llum. L’artista capta l’atenció de l’espectador, situant les paletes de color blanc més intenses sobre el mocador que cobreix els ulls de Jane, així com la zona dels seus enagos entre la seva mà esquerra i el lateral del bloc de fusta.
Delaroche va utilitzar petits detalls amb la finalitat d’augmentar el dramatisme de l’obra. Els personatges mostren diverses expressions, com els gestos de dolor i desesperació de les dues dames de companyia, la tendresa quasi paternal amb la que el baró assisteix Jane, i el disgust reflectit al rostre del botxí per haver de dur a terme l’execució. Altres detalls que es destaquen són les argolles del bloc de decapitació, les quals el subjecten de manera ferma a terra mitjançant cordes i la vora afilada i desgastada de la destral. Ghislaine Kenyon, subdirectora d’educació de la National Gallery, assenyala que la palla neta, col·locada normalment prop del lloc d’execució amb la finalitat que aquesta absorbeixi la sang, igual que el vestit blanc, són elements utilitzats per l’artista per insinuar a l’espectador què passarà a continuació.

## Experiment
L’execució de Jane Grey va ser una de les pintures seleccionades per dur a terme un experiment a la National Gallery. Es va invitar els participants a observar el quadre durant vint segons, monitorant els seus ulls amb càmeres i seguint-ne el recorregut.
El punt inicial d’atenció de tots els participants va ser el rostre de Jane Grey. Després, els ulls van baixar pel braç esquerre i es van parar al bloc de decapitació. Posteriorment, es van desplaçar cap a la dreta, posant-se sobre la destral i ascendint fins a aturar-se al rostre de l’executor, la zona íntima del qual també va ser apreciada pels visitants, deixant gairebé desapercebuda la figura del lloctinent de la Torre de Londres. De les dues donzelles, la que va tenir més atenció va ser la que està d’esquenes i els espectadors en van estudiar detingudament la seva nuca.

## Galeria d'imatges (detalls de l'obra)

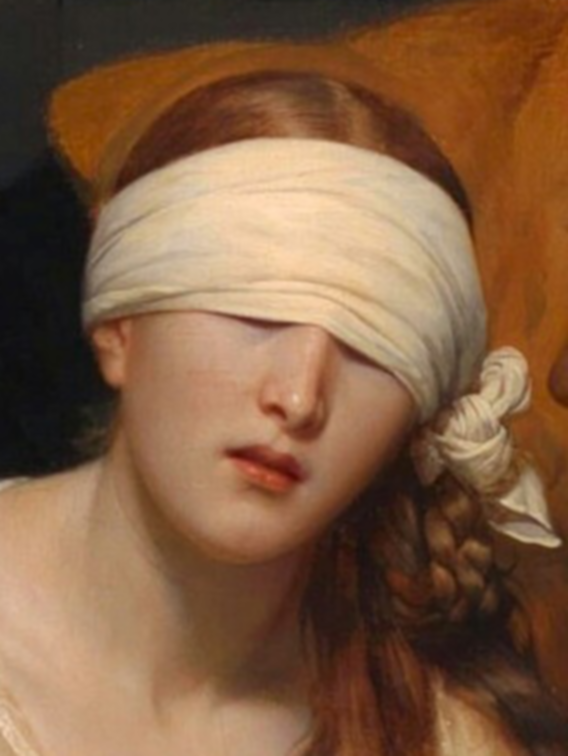
Detall del rostre de Lady Jane.
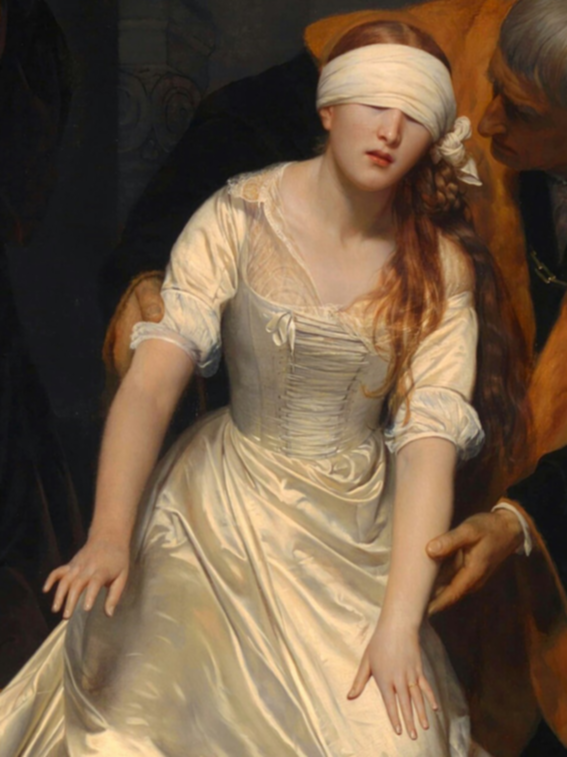
Detall del vestit de Lady Jane.
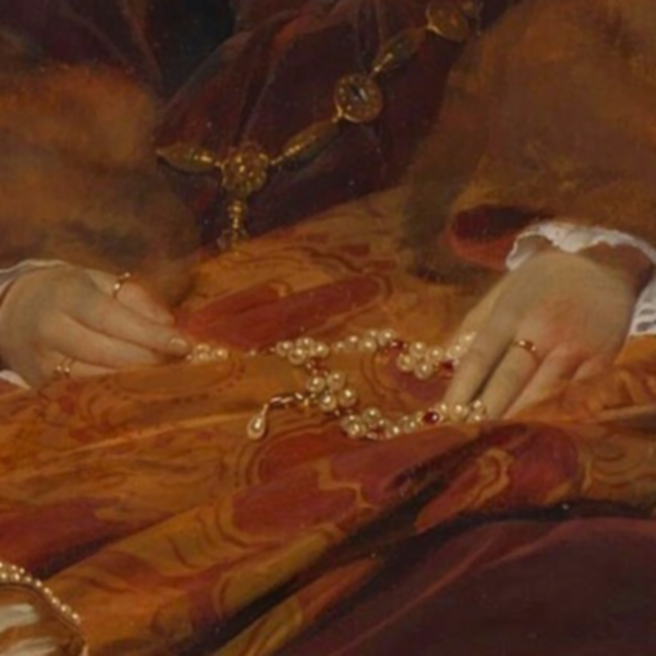
Detall del rosari d'una de les dames de companyia.
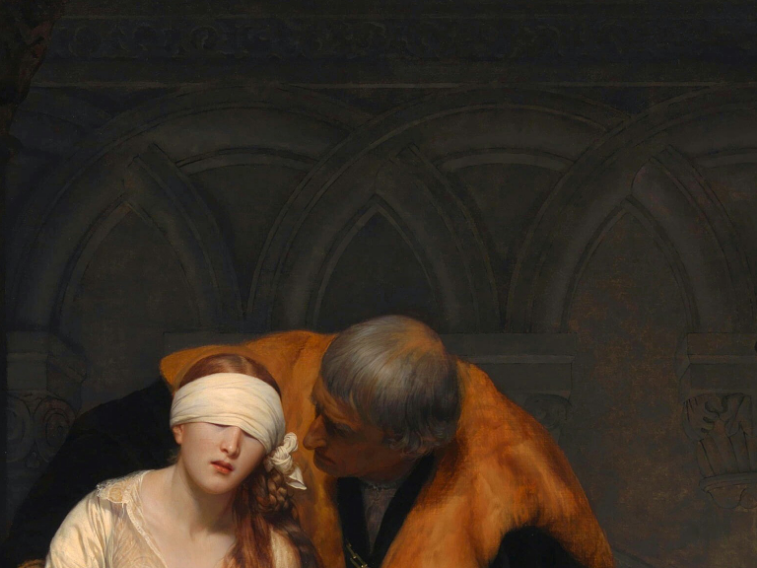
Detall de l'arquitectura de l'escenari.
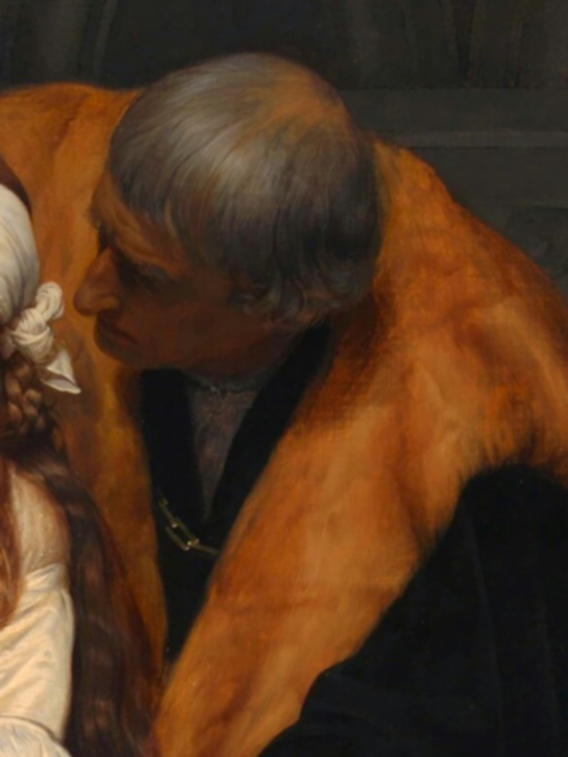
Detall del rostre i del coll de la capa de John Brydges.
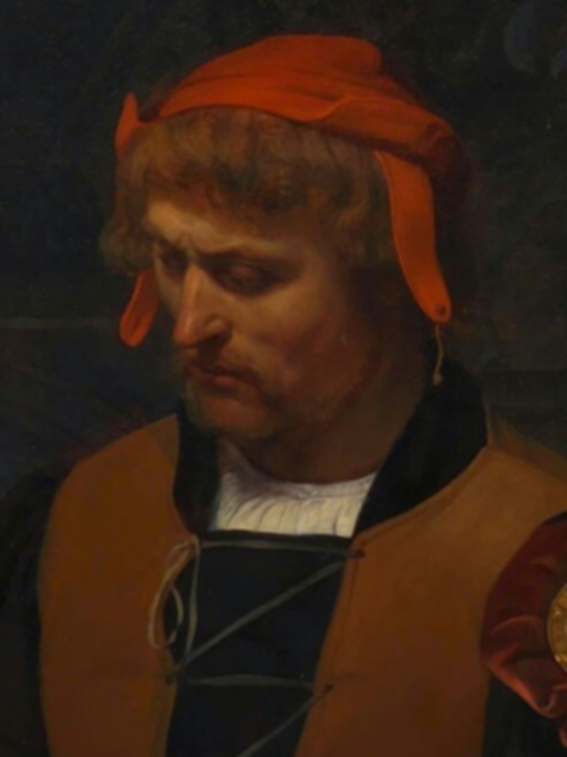
Detall del rostre del botxí
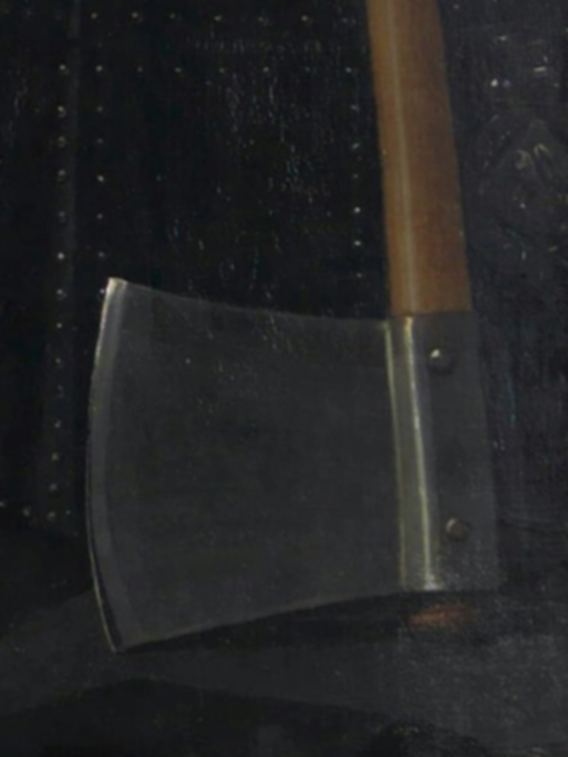
Detall de la destral del botxí
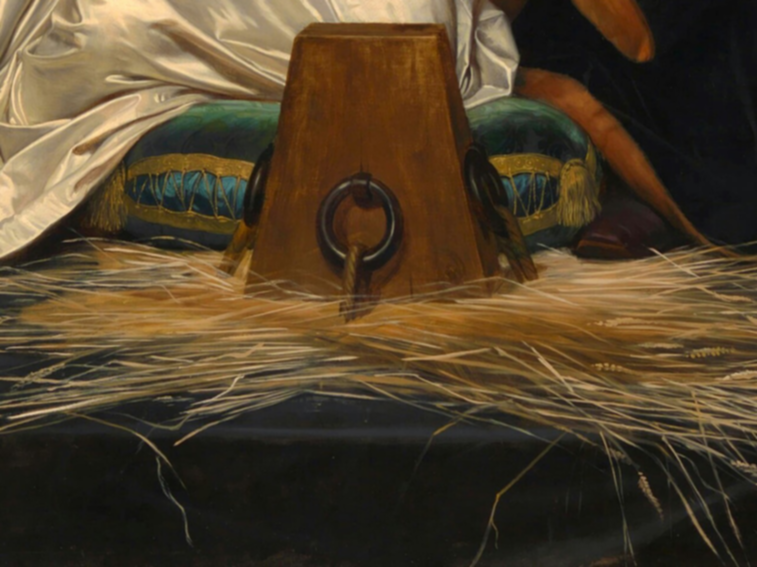
Detall del bloc de decapitació.